# San Luis al Medio
San Luis al Medio o San Luis es una localidad uruguaya del departamento de Rocha. Un pueblo con pocos habitantes, todos se conocen [cita requerida] cuenta con escuela, cbr (ciclo básico rural) 3 hermosas plazas y un río que hace poco recuperaron , un pueblo rodeado de campos y personas buenas si vas para Chuy sin dudas tenés que pasar por ahí.

## Geografía
La localidad se ubica al noreste del departamento de Rocha, sobre las costas de río San Luis, y junto a la ruta 19 en su km 29 aproximadamente. Dista unos 150 km de la capital departamental Rocha, mientras que la ciudad más cercana es Chuy ubicada 30 km al este.

## Historia
El nombre de esta localidad tiene su origen en un sacerdote jesuita, Luis Costanza, que llegó  a la zona en 1650. Cien años después de su muerte la Iglesia Católica lo canonizó. Posteriormente el pueblo pasó a llevar su nombre. 
La localidad de San Luis recibió una fuerte corriente de ciudadanos árabes al igual que la ciudad de Chuy.
La localidad fue reconocida oficialmente con la categoría de pueblo por ley 11876 del 3 de noviembre de 1952.

## Población
Según el censo del año 2011 la localidad contaba con una población de 598 habitantes.
| 387           | 401 | 505 | 578 | 702 | 598 |
| (Fuente: INE) |     |     |     |     |     |

## Economía
La principal actividad económica de la zona es la producción de arroz y la ganadería.

## Personalidades
- Alem García, político nacionalista

- Jesus Suna Jr., Fervoroso lector y devoto de la filantropía

- Jesus Suna Sr., Exintegrante de las fuerzas armadas del ejército checheno y actual policía